# West Falls Church (Virginia)
West Falls Church (fino al 2010 chiamato Jefferson) è un census-designated place (CDP) degli Stati Uniti d'America, situato nello stato della Virginia, nella contea di Fairfax.